# Robin Backhaus
Robin Backhaus (n. 12 februarie 1955, Lincoln, Nebraska, SUA) este un înotător american, medaliat olimpic. A participat la o ediție a Jocurilor Olimpice (1972) în care a câștigat o medalie de bronz.

## Participări
Lista de mai jos prezintă principalele competiții la care a participat Robin Backhaus de-a lungul carierei.
- swimming at the 1972 Summer Olympics – men's 200 metre butterfly[*]